# Frühsexualisierung
Frühsexualisierung wird heute als politisches Schlagwort zur Kritik an „frühkindlicher Sexualaufklärung“ verwendet. Der Begriff entstammt der Psychologie, ist dort aber veraltet. Eingeführt wurde er wohl 1926 von Werner Villinger. In seiner heutigen Form kam der Begriff mit der gesellschaftlichen Enttabuisierung von Sexualität Mitte des 20. Jahrhunderts auf und wird von Kritikern verwendet, die sich vollständig oder teilweise gegen eine Sexualaufklärung von Kindern oder Jugendlichen wenden.
Seit 2014 wird der Begriff wieder verstärkt genutzt. Soziale Bewegungen im rechten, konservativen und rechtspopulistischen Spektrum verwenden ihn zum Protest gegen die Flexibilisierung und Liberalisierung der zweigeteilten, d. h. heteronormativen Geschlechtsrollen. Da diese in den Augen der Kritiker eine unverzichtbare Basis für die bürgerliche Gesellschaftsordnung (inklusive Ehe und bürgerlicher Familie) seien, wird dies als „Gefahr für den Nahbereich“ und die gesamte Gesellschaft empfunden.

## Verwendung als politischer Kampfbegriff

### Kontext Pädophilie
Nach Ansicht von Katrin M. Kämpf ist das Phänomen der Frühsexualisierung nach christlich-konservativen Anschauungen seit den 1970er Jahren mit Pädophilie verknüpft. So habe Christa Meves einen Anstieg von pädophilen Übergriffen gesehen, den sie auf die 68er-Bewegung zurückführe und die von ihnen betriebene Frühsexualisierung von Kindern, die in der Folge selbst wiederum pädophile Täter würden. Bis heute anhaltend veröffentlichte sie auf christlich-konservativen Plattformen, etwa auf freiewelt.net, in denen sie eine Verbindung zwischen Sexualkundeunterricht in der Schule und Pädophilie unter dem Stichwort Frühsexualisierung herstelle.
In neonazistischen Diskursen zur Pädophilie, die zunehmend zur Mobilisierung genutzt werden, werde ebenfalls Frühsexualisierung als Ziel der staatlichen Erziehung ausgegeben und mit diesem Thema in Verbindung gebracht. In den entsprechend agierenden Gruppen werde gegen Frühsexualisierung, eine Sexualisierung der gesamten Gesellschaft und Gender-Mainstreaming gleichermaßen argumentiert.
Andrerseits kamen in den 80er-jahren durchaus Versuche zur Legalisierung von Kindersex auf Landesebene auf, wie Studien um die Partei die Grünen zeigen.

### Diskussionen um die Bildungspläne in den deutschen Bundesländern seit 2014
Der Begriff in dieser Form wurde vor allem im Zusammenhang mit den Diskussionen um den neuen Bildungsplan in Baden-Württemberg geprägt und dort auf einer „Demo für alle“ als Schlagwort gegen die Änderungen des Unterrichtsinhalts im Sexualunterricht benutzt. „Demo für alle“ wandte sich am Anfang vor allem gegen das Vorhaben der grün-roten Landesregierung, die Akzeptanz sexueller Vielfalt in den Lehrplänen zu verankern.
Der mit der „Demo für alle“ zusammenarbeitende, aber nicht deckungsgleiche Verein „Besorgte Eltern“ betreibt seit 2013 einen Blog, über Thematiken wie die sogenannte „Frühsexualisierung“, Sexualunterricht, „Genderismus“ und „Sexualisierung“. Er lehnt sich dabei sowohl dem Namen als auch den Farben und Parolen nach an französische, inhaltlich ähnlich ausgerichtete Demonstrationen an. Imke Schmincke sieht dabei ein Netzwerk unterschiedlicher Personen, die die Demos und die damit zusammenhängenden Strukturen organisieren. Diese seien in dem christlich-fundamentalistischen und konservativen bis rechtsextremen Kontext zu verorten.

### Politischer Diskurs in der Schweiz
Im Rahmen der Diskussion um die Sexualerziehung von Kindern sorgte ein Sortiment an Unterrichtsmaterial für den Sexualkundeunterricht in der Schweiz für eine politische Debatte, die bis zur Einreichung einer Volksinitiative reichte. Konservative Kreise forderten in dieser Initiative, das Mindestalter für Sexualerziehung in der Verfassung festzuschreiben. Die Gegner argumentierten, dass ein Verzicht auf diesen Unterricht die Gefahr erhöhe, dass Kinder Opfer sexueller Gewalt oder von Pädophilie würden.

## Bewertung
Dass der Begriff nicht nur von politischen Gegnern der Pläne in den verschiedenen Bundesländern verwendet werde, sondern auch im niedersächsischen Landtag, sieht der Sozialwissenschaftler Heinz-Jürgen Voß als „einen Punktsieg für rechtspopulistische und rechtskonservative Kreise“.
Er macht darauf aufmerksam, dass die Debatte in den Sexualwissenschaften schon seit Jahrzehnten die sich entwickelnde Sexualität von Kindern und Jugendlichen je nach Alter behandele und zu diesem Zweck die verantwortlichen Pädagogen geschult werden müssten. Bernadette Bayrhammer und Christine Imlinger vertreten entsprechend in einem Beitrag in Die Presse den Standpunkt, dass bereits im Kindergarten die Auseinandersetzung mit der Sexualität erfolgen müsse, und zeigen auf, dass die Thematik bereits seit 1975 im Kindergartenbildungsplan von Österreich vorhanden ist. Sowohl Olaf Kapella als auch Heinz-Jürgen Voß argumentieren dabei, dass mit einer solchen frühzeitigen Behandlung von Sexualität, die die Fragen der Kinder aufnehme und beantworte, aktiv vor sexuellem Missbrauch geschützt werden könne.